# Claudio Vega
Claudio Vega (Tapso, Santiago del Estero, Argentina; 6 de octubre de 1988) es un futbolista argentino. Juega de delantero centro y actualmente se encuentra jugando en Güemes (SdE).

## Clubes
| Club                | País      | Año       |
| ------------------- | --------- | --------- |
| Talleres (F)        | Argentina | 2010-2011 |
| Deportes Temuco     | Chile     | 2012      |
| San Lorenzo de Alem | Argentina | 2013      |
| Talleres (F)        | Argentina | 2014      |
| Concepción FC       | Argentina | 2015-2016 |
| Almirante Brown (L) | Argentina | 2016-2017 |
| Deportivo Madryn    | Argentina | 2017      |
| San Jorge (T)       | Argentina | 2018      |
| Güemes (SdE)        | Argentina | 2019-2021 |
| Mitre (SdE)         | Argentina | 2021-2022 |
| Chaco For Ever      | Argentina | 2022-2023 |
| Sarmiento (R)       | Argentina | 2023      |
| Sarmiento (LB)      | Argentina | 2023-2024 |
| Güemes (SdE)        | Argentina | 2024-Act. |

## Palmarés

### Títulos nacionales
| Título                          | Club           | País      | Año     |
| ------------------------------- | -------------- | --------- | ------- |
| Torneo Regional Federal Amateur | Sarmiento (LB) | Argentina | 2023-24 |

### Distinciones individuales
| Distinción                                          | Año     |
| --------------------------------------------------- | ------- |
| Máximo goleador del Torneo Regional Federal Amateur | 2023-24 |